# 四川のうた
『四川のうた』（しせんのうた、二十四城記）は、賈樟柯監督による2008年の中国・日本合作の映画。

## あらすじ
四川省成都市に位置する軍事工場が間もなく閉鎖されようとしている。この工場に勤めた者は10万人にも及ぶ。家族と生き別れた者がいて、初めての恋を経験した者がいる。「小花」と呼ばれて同僚の男性たちにもてはやされた者がいて、工員だった両親に家を買い与えるという夢を抱く者がいる。彼らは自らの半生を語り始める。そこには甘い思い出があり、苦い思い出があった。やがて「インターナショナル」の合唱が響く中、工場は崩れ落ちる。

## キャスト
- 陳冲
- 呂麗萍
- 趙濤

## 発表
2008年5月17日、第61回カンヌ国際映画祭コンペティション部門にてプレミア上映された。

## 評価
Metacriticでは、11件のレヴューで平均値75点だった。Rotten Tomatoesでは、33件のレヴューで支持率91%だった。